# 國立光復高級商工職業學校
國立光復高級商工職業學校（National Kuangfu Commercial and Industrial Vocational High School）是一所位於台灣花蓮縣的國立技術型高級中等學校，簡稱光復商工。創校於1996年。校地面積為6.2221公頃。

## 校史
- 1991年10月12日，成立籌備處。
- 1996年7月1日，正式成立，定名為「臺灣省立光復高級商工職業學校」，開設資料處理科、會計事務科、汽車修護科、電子科。首任校長殷川先生。 開設資料處理科、會計事務科、汽車修護科、電子科，共15班。
- 1997年7月16日，附設進修補習補校成立，招收會計科一班。定名為『台灣省立光復高級商工職業學校附設高級職業進修補習學校』
- 1999年2月1日，首任校長殷川先生奉調花蓮啟智學校。第二任校長林福樹先生就任。 同年5月1日學生活動中心與游泳池啟用。
- 2000年2月1日，改隸為教育部，改制為國立高職，定名為『國立光復高級商工職業學校』。同年8月1日 奉准辦理綜合高中，高一新生全面實施綜合高中。
- 2001年1月1日，本校核准為原住民技職教育重點發展學校。
- 2003年8月1日，第二任校長林福樹先生退休。第三任校長曹學仁先生就任。
- 2007年8月1日，第三任校長曹學仁先生榮調國立蘭陽女中。第四任校長郭調清先生就任。
- 2008年8月1日，進修學校調整科別，原會計科改為餐飲管理科。
- 2009年8月1日，本校核准開設餐飲管理學程。
- 2010年8月1日，第四任校長郭調清先生榮調國立東石高中。第五任校長莊越丞先生就任。
- 2014年8月1日，停辦綜合高中，改制回職業學校，開設資料處理科、商業經營科、汽車科、電子科、餐飲管理科。
- 2015年8月1日，第五任校長莊越丞先生榮調國立基隆女中。第六任校長陳瑞洲先生就任。
- 2016年8月1日，進修學校改制為進修部，開設餐飲管理科。
- 2017年8月1日，商業經營科調整為烘焙科。
- 2018年8月1日，電子科調整為電機科。
- 2019年8月1日，第六任校長陳瑞洲先生連任。
- 2021年8月1日，第六任校長陳瑞洲先生榮調嘉義高工，第七任校長李秋嫺女士就任。

## 教學單位
- 資料處理科
- 餐飲管理科(雙語實驗班)
- 烘焙科
- 汽車科
- 電機科
- 電子科（107學年停招）

## 關連項目
- 中華民國技術型高級中等學校列表

## 外部連結
https://www.kfcivs.hlc.edu.tw/ （页面存档备份，存于）